# Bramor C4EYE

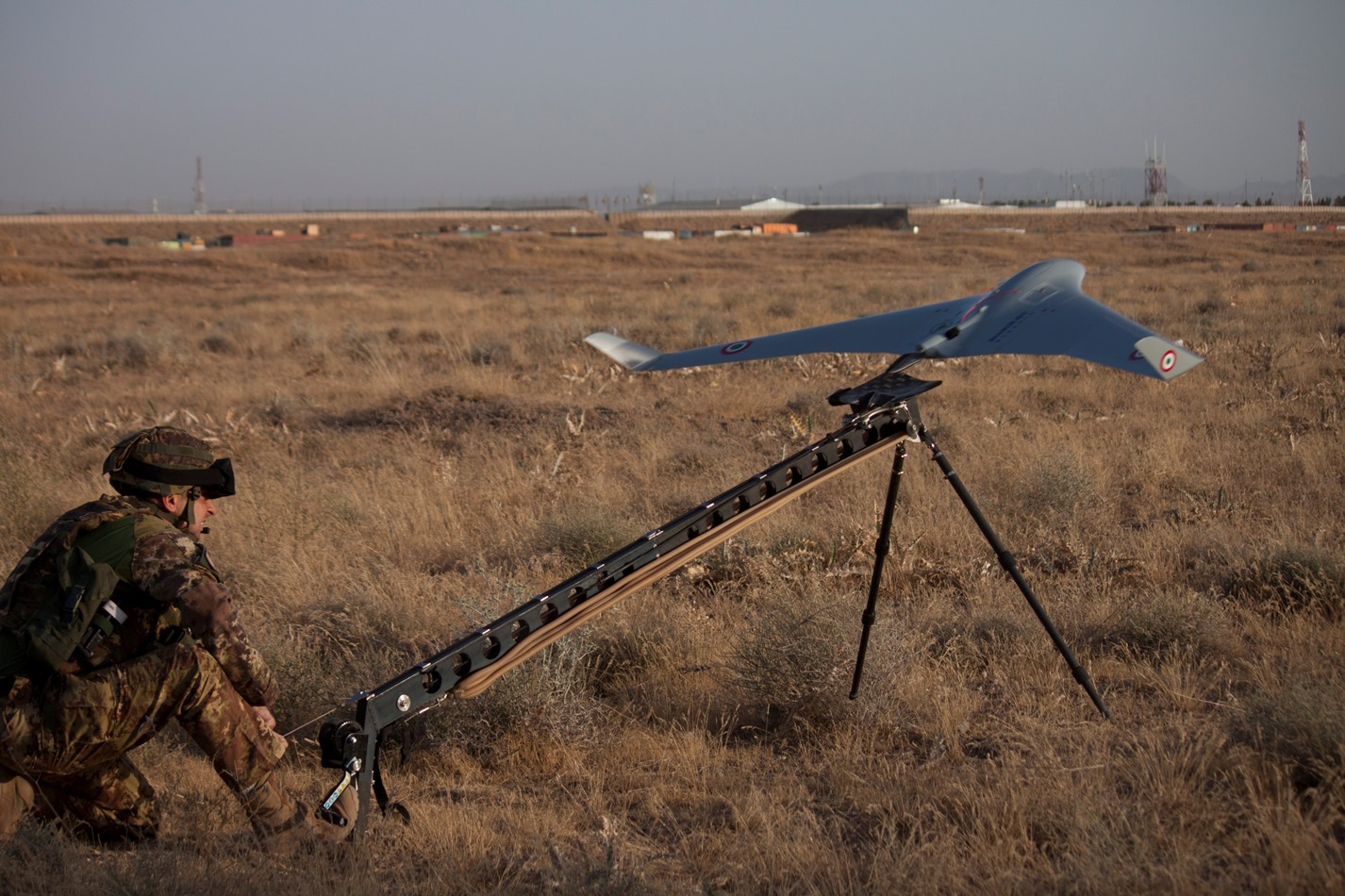

Le Bramor C4EYE (ou autrement dénommé Belin) est un mini-drone de reconnaissance tactique issu de l'expérience opérationnelle de la famille des mini drones tactiques Bramor.

## Description
Le Bramor C4EYE est classifié OTAN classe 1 mini drone tactique inférieur à 5 kg. Il a été développé par la société C-Astral Aerospace Ltd de Ajdovščina en Slovénie.
Il peut être utilisé par un ou deux opérateurs pour un spectre complet de missions militaires:
- renseignement, de surveillance et de reconnaissance (ISR)
- acquisition de cibles ISTAR
- appui aérien rapproché CAS (Close Air Support)
- contrôle de tir JTAC (Joint Terminal Attack Controller (en))
- reconnaissance d'ondes électromagnétiques ROEM (charge utile optionnelle)

Dans le domaine civil, il est utilisé pour la recherche et sauvetage, les missions de premiers secours, la défense civile, lutte contre les incendies de forêts, le contrôle des infrastructures et les missions de sécurité.
Il dispose d'une micro-tourelle gyro-stabilisée EO/IR/LI avec caméra à prise de vue optique et infrarouge, un pointeur laser, des équipements de radiocommande et de transmission audio/vidéo en direct par réseau en maille MANET, avec cryptage AES, de la transmission de métadonnées permettant une intégration des données tactiques dans des logiciels (en anglais : battle management system ou Android Team Awareness Kit (en)), ainsi qu’un système GPS pour la navigation.
Destiné à couvrir la zone d’opérations durant 3,5 heures, il dispose d’un rayon d'action de base de 42 km (extensible). Il a une capacité opérationnelle diurne et nocturne avec en option des feux de navigation compatibles avec les lunettes infra-rouge AN/PVS-7B/D, AN/PVS-14 et AN/AVS-9.

## Histoire opérationnelle
Le Bramor C4EYE est en service opérationnel depuis une dizaine d'années. En particulier, il est "combat proven" et il a été utilisé en Afghanistan avec le 41e régiment italien "Cordenons". En 2017, pour la reconnaissance aérienne de l'artillerie, les forces armées du Bengladesh ont acheté 36 drones de reconnaissance Bramor C4EYE de Slovénie.

## Utilisateurs
- Bangladesh[8],[9]
- Italie[10]
- Slovénie[11]
- Chypre[12]
- Cameroun[13]
- Ukraine[14]
- Monténégro[11]